# العلاقات الغابونية الإريترية
العلاقات الغابونية الإريترية هي العلاقات الثنائية التي تجمع بين الغابون وإريتريا.

## مقارنة بين البلدين
هذه مقارنة عامة ومرجعية للدولتين:
| وجه المقارنة                                              | الغابون                        | إريتريا                                      |
| --------------------------------------------------------- | ------------------------------ | -------------------------------------------- |
| المساحة (كم2)                                             | 267.67 ألف                     | 117.60 ألف                                   |
| عدد السكان (نسمة)                                         | 2.03 مليون                     | 6.33 مليون                                   |
| الكثافة السكانية (ن./كم²)                                 | 7.58                           | 53.83                                        |
| العاصمة                                                   | ليبرفيل                        | أسمرة                                        |
| اللغة الرسمية                                             | لغة فرنسية                     | اللغة التغرينية، اللغة العربية، لغة إنجليزية |
| العملة                                                    | فرنك وسط أفريقي                | ناكفا                                        |
| الناتج المحلي الإجمالي (بليون دولار)                      | 14.62 مليار                    | 2.61 مليار                                   |
| الناتج المحلي الإجمالي (تعادل القوة الشرائية) بليون دولار | 34.65 مليار                    |                                              |
| الناتج المحلي الإجمالي الاسمي للفرد دولار أمريكي          | 8.27 ألف                       |                                              |
| الناتج المحلي الإجمالي للفرد دولار أمريكي                 | 19.43 ألف                      |                                              |
| مؤشر التنمية البشرية                                      | 0.684                          | 0.391                                        |
| رمز المكالمات الدولي                                      | +241                           | +291                                         |
| رمز الإنترنت                                              | .ga                            | .er                                          |
| المنطقة الزمنية                                           | ت ع م+01:00، توقيت غرب أفريقيا | ت ع م+03:00                                  |

## منظمات دولية مشتركة
يشترك البلدان في عضوية مجموعة من المنظمات الدولية، منها:
| علم المنظمة | اسم المنظمة                                 | تاريخ انضمام الغابون | تاريخ انضمام إريتريا |
| ----------- | ------------------------------------------- | -------------------- | -------------------- |
|             | مؤسسة التمويل الدولية                       | 20 أكتوبر 1970       | 11 أكتوبر 1995       |
|             | منظمة حظر الأسلحة الكيميائية                | ?                    | ?                    |
|             | البنك الإفريقي للتنمية                      | ?                    | ?                    |
|             | يونسكو                                      | 16 نوفمبر 1960       | 2 سبتمبر 1993        |
|             | الأمم المتحدة                               | 20 سبتمبر 1960       | 28 مايو 1993         |
|             | الاتحاد الدولي للاتصالات                    | 28 ديسمبر 1960       | 6 أغسطس 1993         |
|             | منظمة الشرطة الجنائية الدولية               | ?                    | ?                    |
|             | البنك الدولي للإنشاء والتعمير               | 10 سبتمبر 1963       | 6 يوليو 1994         |
|             | الاتحاد البريدي العالمي                     | ?                    | ?                    |
|             | مؤسسة التنمية الدولية                       | 4 نوفمبر 1963        | 6 يوليو 1994         |
|             | الاتحاد الأفريقي                            | ?                    | ?                    |
|             | وكالة ضمان الاستثمار متعدد الأطراف          | 26 مارس 2003         | 10 سبتمبر 1996       |
|             | مجموعة دول أفريقيا والكاريبي والمحيط الهادئ | ?                    | ?                    |